# Валишоара (Караш-Северин)
Валишоара (рум. Vălișoara) насеље је у Румунији у округу Караш-Северин у општини Букошница. Oпштина се налази на надморској висини од 290 m.

## Прошлост
По "Румунској енциклопедији" место се први пут помиње 1468. године. Православни храм је изграђен 1860. године.
Аустријски царски ревизор Ерлер је 1774. године констатовао да место припада Тамишком округу, Карансебешког дистрикта. Село има милитарски статус а становништво је било претежно влашко.

## Становништво
Према подацима из 2002. године у насељу је живело 744 становника, од којих су сви румунске националности.